# Gerhard Zucker
 (décembre 2018).
Si vous disposez d'ouvrages ou d'articles de référence ou si vous connaissez des sites web de qualité traitant du thème abordé ici, merci de compléter l'article en donnant les références utiles à sa vérifiabilité et en les liant à la section « Notes et références ».
Pour les articles homonymes, voir Zucker.
Gerhard Zucker (1908 - 1985) était un homme d'affaires et ingénieur de fusée allemand. Il travaillait au développement de fusées capables de transporter du courrier, toutefois, aucune de ses machines ne s'est révélée opérationnelle, allant de la fraude pure et simple à l'échec total,.